# Escuela Técnica Superior de Ingeniería (ICAI)
La Escuela Técnica Superior de Ingeniería ICAI es la escuela de ingeniería de la Universidad Pontificia Comillas. El acrónimo ICAI, de "Instituto Católico de Artes e Industrias", que era la denominación del centro docente antes de su incorporación a la Universidad Pontificia Comillas como escuela, se ha mantenido en el nombre.
Cuenta con unos 2.000 alumnos y 265 Profesores e Investigadores. Ofrece estudios de Grado, Máster y Doctorado en las tecnologías industriales y de telecomunicaciones.

## Historia
El Instituto Católico de Artes e Industrias (ICAI) se fundó en 1908 como Escuela de Mecánica y Electricidad para formar cristiana y técnicamente al personal que trabajaba en las fábricas de esta especialidad. Los talleres fueron encargados al arquitecto Antonio Palacios en 1911. Posteriormente se comenzaron a ofrecer titulaciones superiores para ayudar en la promoción profesional y humana a los estudiantes más dotados. Se otorgó validez a los estudios cursados en ICAI por Decreto de 10 de agosto de 1950 y posterior Ley de 20 de julio de 1957. En 1960 se une a ICADE para formar ICADE-ICAI. En 1978 ICADE-ICAI se integró en la Universidad Pontificia Comillas y la marca ICAI se añadió al nombre de la nueva Escuela Técnica Superior de Ingeniería de la universidad.
El edificio del ICAI fue incendiado en los disturbios anticlericales del 11 de mayo de 1931 en Madrid, y poco después la supresión de la Compañía de Jesús en España hizo que los jesuitas relacionados con esta institución se trasladaran a Lieja (Bélgica), donde continuaron las enseñanzas de ingeniería hasta 1937. Al término de la guerra civil española, en 1939, ingenieros del ICAI reocuparon el edificio de Madrid.

## Titulaciones
- Ingeniería Industrial
  - Programa de Ingeniería Industrial. (Grado en Ingeniería en Tecnologías Industriales + Máster en Ingeniería Industrial)
  - Programa de Ingeniería Industrial y ADE. (Grado en Ingeniería en Tecnologías Industriales + Grado en Administración y Dirección de Empresas + Máster en Ingeniería Industrial)
- Ingeniería de Telecomunicación
  - Programa de Ingeniería de Telecomunicación. (Grado en Ingeniería en Tecnologías de Telecomunicación + Máster en Ingeniería de Telecomunicación)
  - Programa de Ingeniería de Telecomunicación y ADE. (Grado en Ingeniería en Tecnologías de Telecomunicación + Grado en Administración y Dirección de Empresas + Máster en Ingeniería de Telecomunicación)
  - Doble Grado de Ingeniería de Telecomunicación y Business Analytics/Análisis de Negocio. (Grado en Ingeniería en Tecnologías de Telecomunicación + Grado en Business Analytics, total 5 años)
- Ingeniería Matemática e Inteligencia Artificial
- Programas de Máster
  - Máster Universitario en Sistemas Ferroviarios (MSF)
  - Official Master's Degree in the Electric Power Industry (MEPI)
  - Erasmus Mundus Joint Master in Economics and Management of Network Industries (EMIN)
  - Official Master's Degree in Research in Engineering Systems Modeling (MRE)
  - Máster en Dirección Internacional de Proyectos Industriales (conjuntamente con la Facultad de Ciencias Económicas y Empresariales (ICADE))
  - Máster en Ingeniería de Protección Contra Incendios
  - Máster en Proyecto, Construcción y Mantenimiento de Infraestructuras Eléctricas de Alta Tensión
- Programs de Máster de doble titulación
  - Máster Universitario en Ingeniería Industrial y MBA (MII-MBA)
  - Máster Universitario en Ingeniería Industrial y Master Universitario en Sistemas Ferroviarios (MII-MSF)
  - Máster Universitario en Ingeniería Industrial y Official Master's Degree in the Electric Power Industry (MII-MEPI)
  - Máster Universitario en Ingeniería Industrial y Official Master's Degree in Research in Engineering Systems Modeling (MII-MRE)
  - Máster Universitario en Ingeniería de Telecomunicación y MBA (MIT-MBA)
  - Máster Universitario en Ingeniería de Telecomunicación y Official Master's Degree in Research in Engineering Systems Modeling (MIT-MRE)
- Programas de Doctorado
  - Programa Oficial de Doctorado en Energía Eléctrica
  - Programa Oficial de Doctorado en Modelado de Sistemas de Ingeniería
  - Erasmus Mundus Joint Doctorate in Sustainable Energy Technologies and Strategies (SETS)

## Movilidad de los estudiantes
- Acuerdo Top Industrial Managers for Europe (TIME)
- Programa Erasmus en Europa, y acuerdos específicos con Universidades de Estados Unidos, Ásia y Oceanía.
- Acuerdos de  doble titulación Internacional en Europa y Estados Unidos[4]
- Programa de prácticas en empresas en el extranjero.

## Departamentos
- Departamento de Electrónica, Automática y Comunicaciones
- Departamento de Ingeniería Eléctrica
- Departamento de Ingeniería Mecánica
- Departamento de Matemática Aplicada
- Departamento de Organización Industrial
- Departamento de Telemática y Computación

## Cátedras
- Cátedra BP de Energía y Sostenibilidad
- Cátedra de Ciencia, Tecnología y Religión
- Cátedra Rafael Mariño de Nuevas Tecnologías Energéticas
- Cátedra de Industria Conectada (Industria 4.0)

## Institutos
- Instituto de Investigación Tecnológica

## Laboratorios
- Laboratorio de Electrónica y Automática
- Laboratorio de Electrotecnia
- Laboratorio de Ensayos Industriales (LEI)
- Laboratorio de Fluidos y Calor
- Laboratorio de Informática